# Ak-Tatyr (Landgemeinde)
Ak-Tatyr (kirgisisch Ак-Татыр айыл аймагы) ist eine Landgemeinde (ajyl aimagy) im Rajon Batken des Oblus Batken in Kirgisistan. Sie besteht aus 3 Dörfern.
Das Verwaltungszentrum ist das Dorf Ak-Tatyr. Im Jahr 2009 hatte die Landgemeinde 5280 Einwohner. Bis 2024 wuchs die Bevölkerung auf 8382 Einwohner.
| Dorf     | Kirgisischer Name | Einwohnerzahl (2024) |
| -------- | ----------------- | -------------------- |
| Ak-Tatyr | Ак-Татыр          | 4386                 |
| Rawat    | Рават             | 2809                 |
| Gowsuwar | Говсувар          | 1187                 |